# Henrik Eitel
Henrik Eitel (* 30. Juni 1977) ist ein deutscher Politiker (CDU) und politischer Beamter. Von 2019 bis 2022 war er als Staatssekretär Chef der Saarländischen Staatskanzlei sowie Bevollmächtigter des Saarlandes beim Bund unter Ministerpräsident Tobias Hans (CDU). In diesen Funktionen war er weiteres Mitglied der Landesregierung des Saarlandes.

## Leben
Nach seinem Abitur (1997) nahm Eitel 1998 ein Studium der Informationswissenschaft mit den Nebenfächern Wirtschaftsinformatik und Amerikanistik an der Universität des Saarlandes, welches er im April 2006 als Magister abschloss. Von 2001 bis 2006 war er hilfswissenschaftlicher Mitarbeiter an der Universität des Saarlandes. In der Folge war er in unterschiedlichen Funktionen in der Landesgeschäftsstelle der CDU Saar tätig, ehe er von Oktober 2010 bis Juni 2014 als deren Landesgeschäftsführer fungierte. Im Juni 2014 wechselte er in die saarländische Landesverwaltung, wo er bis Juni 2017 war er in der Staatskanzlei Büroleiter von Ministerpräsidentin Annegret Kramp-Karrenbauer und ab Mai 2015 auch Leiter des Referats C/8 „Koordination Landespolitik, themenbezogene Arbeitsgruppen und interministerielle Arbeitskreise“ war, ehe er im Juli 2017 die Leitung der Abteilung „Koordination und Medien“ übernahm.
Zum 30. Oktober 2019 wurde Henrik Eitel von Ministerpräsident Tobias Hans als Staatssekretär in das Kabinett Hans berufen. In der Position wurde er als Nachfolger von Jürgen Lennartz Chef der Saarländischen Staatskanzlei und Bevollmächtigter des Saarlandes beim Bund sowie in dieser Funktion Mitglied des Bundesrats. Am 26. April 2022 schied er mit dem Antritt des Kabinetts Rehlinger aus diesen Ämtern wieder aus.
Eitel ist verheiratet und Vater von zwei Kindern. Er lebt in Neunkirchen (Saar).